# وزارة الرعاية الصحية (أذربيجان)

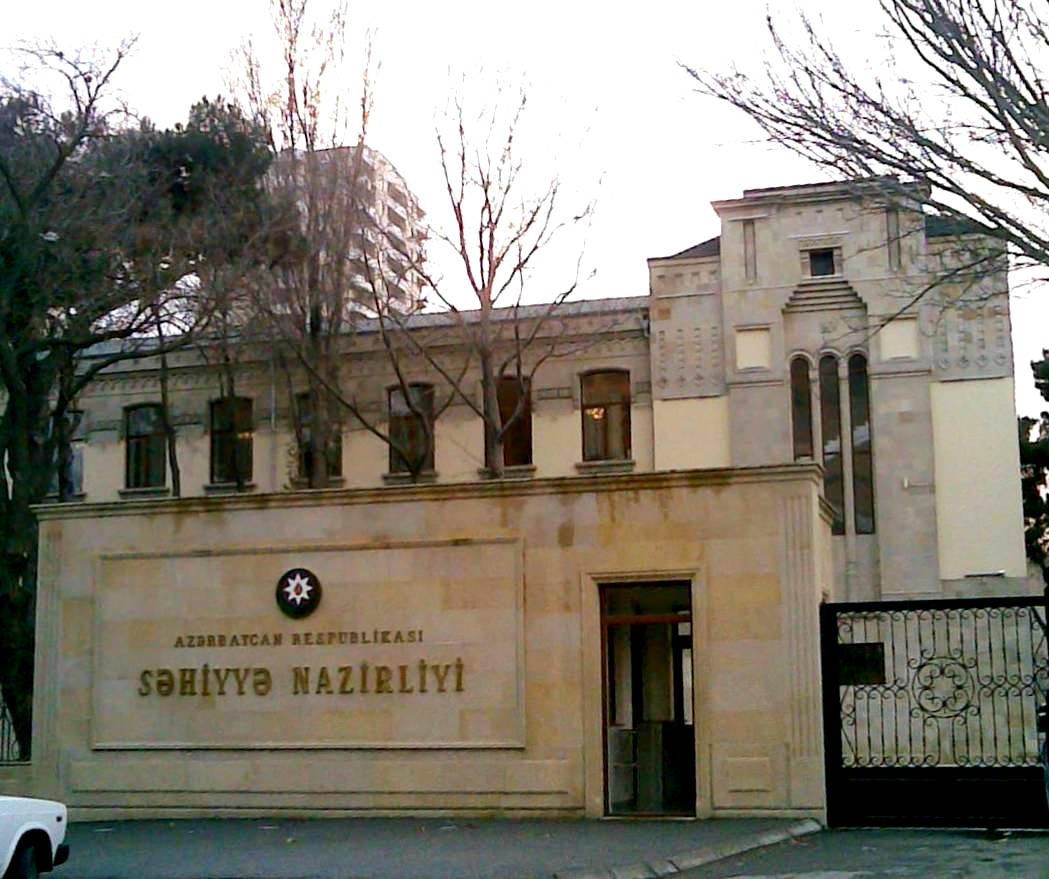
وزارة الصحة في جمهورية أذربيجان

وزارة الرعاية الصحية في جمهورية أذربيجان، والمعروفة أيضًا باسم وزارة الصحة الأذربيجانيَّة (بالأذريَّة: Azərbaycan Respublikasının Səhiyyə Nazirliyi) هي مؤسسة وزاريَّة تتبع مجلس الوزراء الأذربيجاني، وهي مسؤولة عن تنظيم نظام الرعاية الصحية في جمهورية أذربيجان. ويرأس الوزارة تيمور موساييف (مؤقت).

## التاريخ
تأسست وزارة الرعاية الصحية في 17 يونيو 1918 بموجب مرسوم صادر عن مجلس وزراء جمهورية أذربيجان الديمقراطية بقيادة فتالي خان خويسكي. كان أول وزير تم تعيينه هو خدادات رافبيلي، الذي تخرج من جامعة خاركيف عام 1903 وكان الجرَّاح الأكثر خبرة في البلاد في ذلك الوقت.
تتكون الوزارة من خمس إدارات، بما في ذلك إدارة الرعاية الصحية بالمدينة، وإحصاءات الرعاية الصحية، والعلاج، والرعاية الصحية الريفية، والمكاتب البيطرية. تم تقديم الرعاية الطبية للسكان مجانًا بينما قامت السلطات ببناء مستشفيات ومختبرات ومستودعات أدوية جديدة وشراء المعدات الطبية. طوال فترة وجود جمهورية أذربيجان الديمقراطية التي دامت 23 شهرًا، كان هناك 33 مستشفى تعمل في المقاطعات الأذربيجانية، وكان لكل منها طبيب واحد ومسعفان طبيان وطبيب نسائي وممرضة واحدة لإجراء التطعيمات. وبحسب الإحصائيات، هناك طبيب واحد فقط لكل 75 ألف مواطن. وبسبب هذا النقص، أوعزتالجمعيَّة الوطنيَّة ببناء 35 مستشفى جديدة و56 مكتبًا شبه طبي في الميزانية المالية لعام 1920 بتخصيص مبلغ 43,321,950 مانات أذربيجاني.
خلال الحكم السوفييتي لأذربيجان، تم بناء مستشفيات وصيدليات جديدة. تم إنشاء صيدلية الدولة ومختبرات التحليل في باكو من أجل إعداد الأدوية والأدوية البكتريولوجية والعصائر والتحقيق في السجلات الطبية خلال القضايا المتعلقة بالجريمة. وفي الستينيات والسبعينيات من القرن العشرين، تم تعزيز القطاع الطبي وفتح خدمات إسعاف جديدة للجمهور. وتعمل الوزارة اليوم بموجب القانون الذي وقعه الرئيس حيدر علييف في 29 ديسمبر 1998.

## أنظر أيضا
- مجلس وزراء أذربيجان
- الرعاية الصحية في أذربيجان
- جامعة أذربيجان الطبية